# HSV Clubsport
HSV Clubsport – sportowy samochód osobowy produkowany przez australijską firmę HSV od roku 1990. Oparty został na samochodzie Holden Commodore. Dostępny jako 4-drzwiowy sedan i 5-drzwiowe kombi. Do napędu użyto silnika V8 o pojemności sześciu litrów. Moc przenoszona była na oś tylną poprzez 6-biegową manualną skrzynię biegów.

## Dane techniczne

### Silnik
- V8 6,0 l (5967 cm³), 2 zawory na cylinder, OHV
- Układ zasilania: wtrysk EFi
- Średnica cylindra × skok tłoka: 101,60 × 92,00 mm
- Stopień sprężania: 10,9:1
- Moc maksymalna: 418 KM (307 kW) przy 6000 obr./min
- Maksymalny moment obrotowy: 550 N·m przy 4400 obr./min

### Osiągi
- Przyspieszenie 0-100 km/h: 4,6 s[1]
- Prędkość maksymalna: 284 km/h[1]

## Galeria

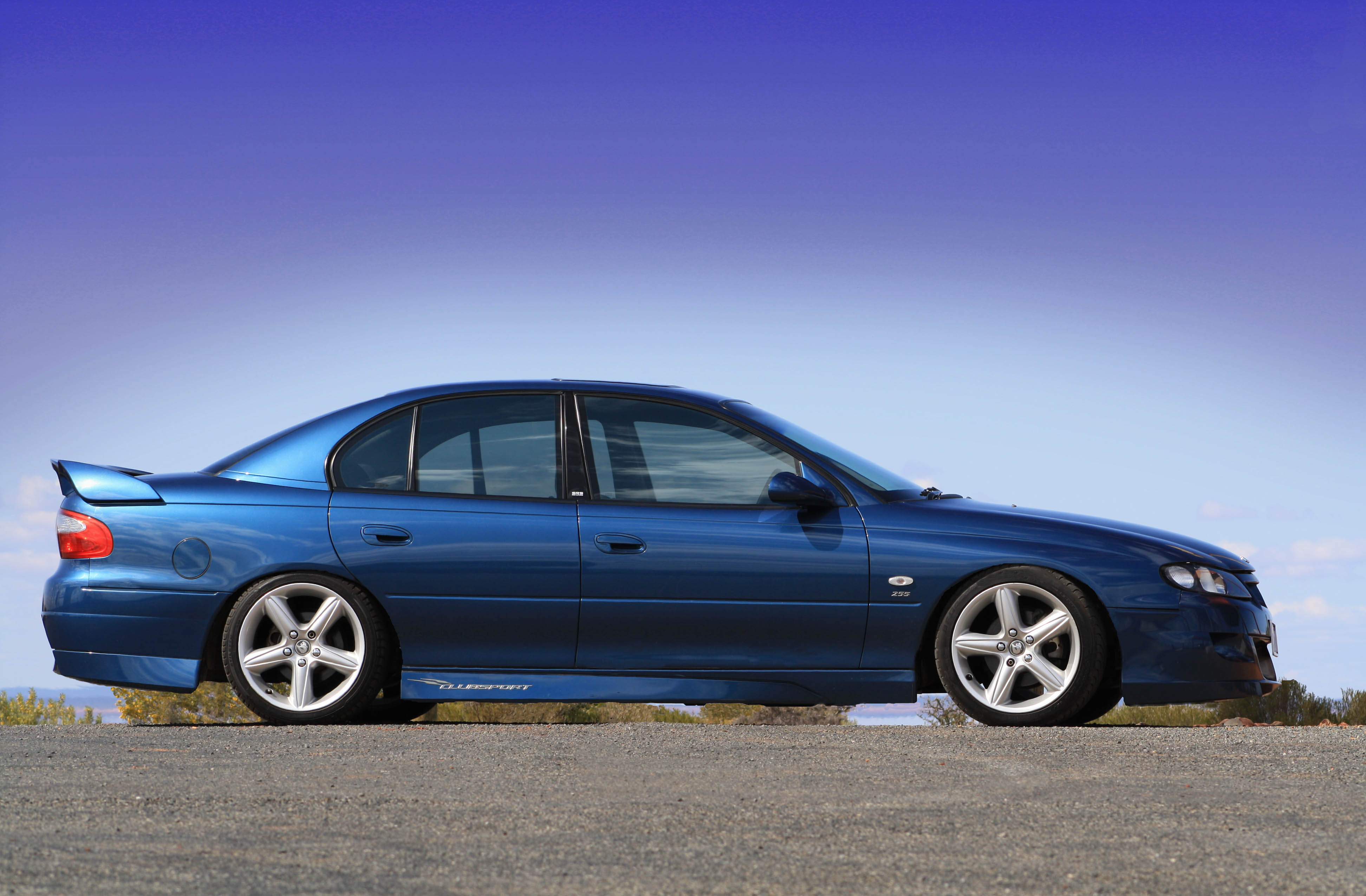
'02 Clubsport
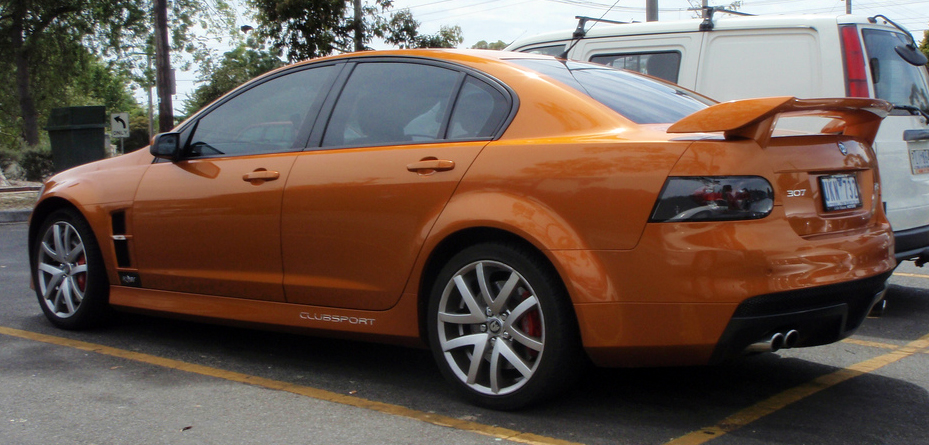
'06-'08 Clubsport
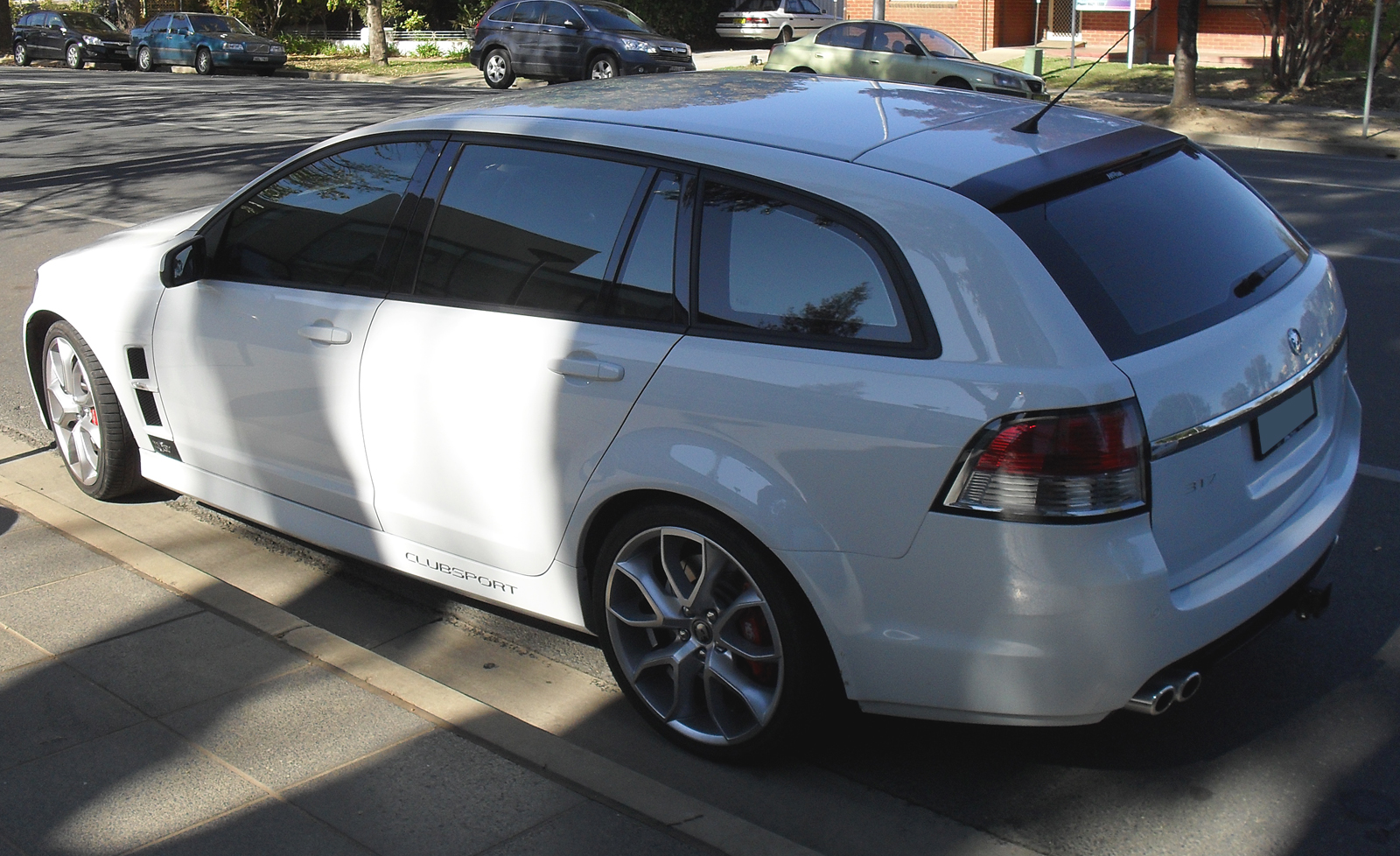
'08 Clubsport kombi
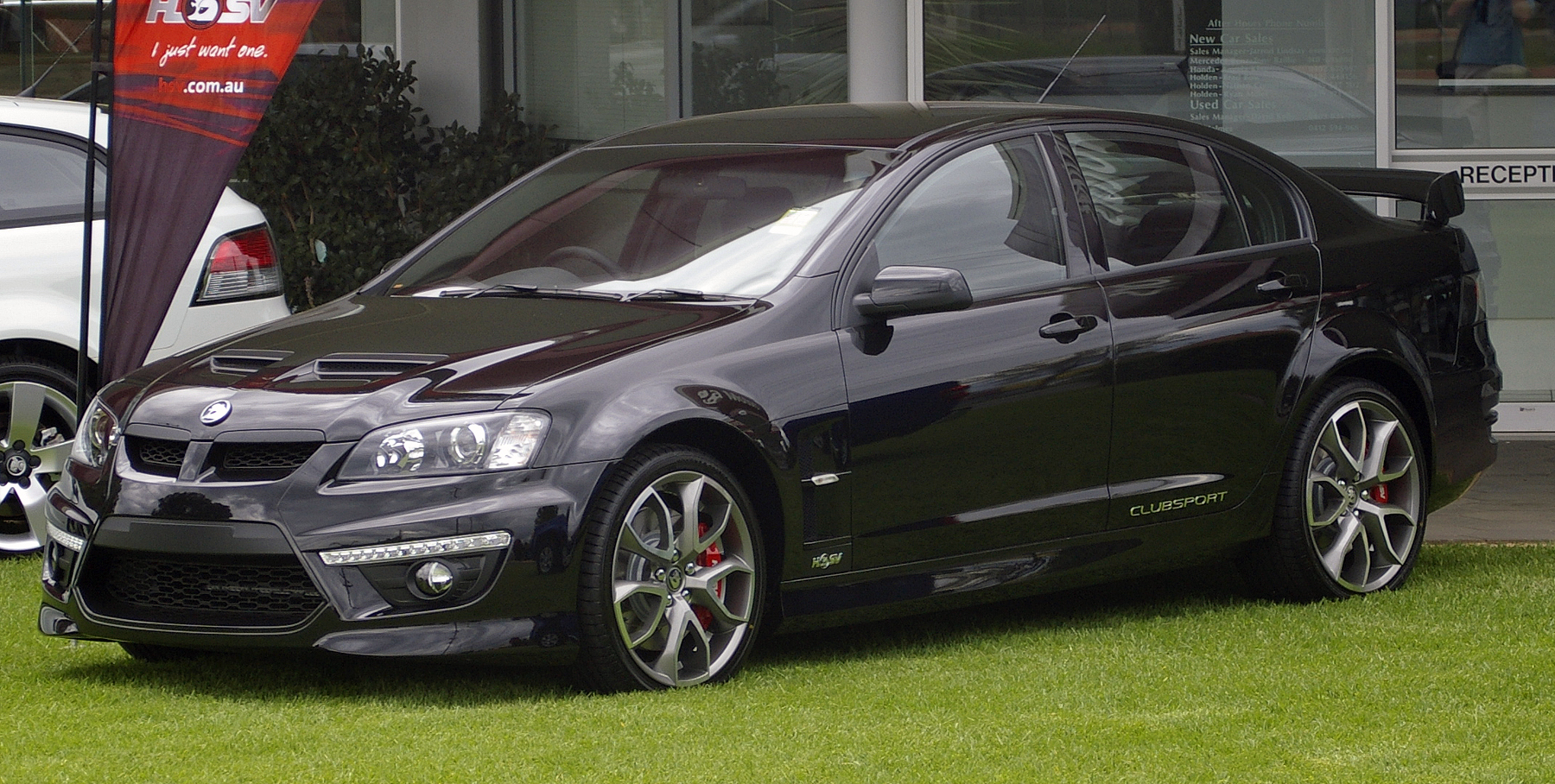
'09-'10 Clubsport